# Bundestagswahlkreis Rheingau-Taunus – Limburg
Der Wahlkreis Rheingau-Taunus – Limburg (Wahlkreis 177, bis zur Bundestagswahl 2021 Wahlkreis 178) ist ein Bundestagswahlkreis in Hessen. Der Wahlkreis umfasst den Rheingau-Taunus-Kreis und die Städte und Gemeinden Bad Camberg, Brechen, Dornburg, Elbtal, Elz, Hadamar, Hünfelden, Limburg, Selters (Taunus) und Waldbrunn (Westerwald) aus dem Landkreis Limburg-Weilburg (ehemaliger Landkreis Limburg). Der Wahlkreis gilt als Hochburg der CDU, die bei bislang allen Bundestagswahlen das Direktmandat gewinnen konnte.

## Wahlkreisgeschichte
| Wahl      | Wahlkreisname                 | Gebiet |
| --------- | ----------------------------- | --- |
| 1949      | XII                           | Rheingaukreis, Untertaunuskreis, Landkreis Limburg |
| 1953–1969 | 137 Limburg                   | Rheingaukreis, Untertaunuskreis, Landkreis Limburg |
| 1972      | 137 Limburg                   | - Landkreis Limburg, Rheingaukreis, - Untertaunuskreis ohne die Ortsteile Niederems, Reichenbach, Steinfischbach und Wüstems der Gemeinde Waldems, - vom Hochtaunuskreis der Ortsteil Hasselbach der Gemeinde Weilrod |
| 1976      | 137 Limburg                   | Rheingaukreis, Untertaunuskreis, vom Landkreis Limburg-Weilburg die Gemeinden Bad Camberg, Brechen, Dornburg, Elbtal, Elz, Hadamar, Hünfelden, Limburg, Selters und Waldbrunn                                         |
| 1980–1998 | 135 Rheingau-Taunus – Limburg | Rheingau-Taunus-Kreis, vom Landkreis Limburg-Weilburg die Gemeinden Bad Camberg, Brechen, Dornburg, Elbtal, Elz, Hadamar, Hünfelden, Limburg a.d. Lahn, Selters (Taunus) und Waldbrunn (Westerwald)                   |
| 2002–2005 | 179 Rheingau-Taunus – Limburg | Rheingau-Taunus-Kreis, vom Landkreis Limburg-Weilburg die Gemeinden Bad Camberg, Brechen, Dornburg, Elbtal, Elz, Hadamar, Hünfelden, Limburg a.d. Lahn, Selters (Taunus) und Waldbrunn (Westerwald)                   |
| 2009–2021 | 178 Rheingau-Taunus – Limburg | Rheingau-Taunus-Kreis, vom Landkreis Limburg-Weilburg die Gemeinden Bad Camberg, Brechen, Dornburg, Elbtal, Elz, Hadamar, Hünfelden, Limburg a.d. Lahn, Selters (Taunus) und Waldbrunn (Westerwald)                   |

## Wahlkreisabgeordnete
| Wahl | Abgeordneter | Abgeordneter        | Partei | Stimmen in % |
| ---- | ------------ | ------------------- | ------ | ------------ |
| 1949 |              | Josef Arndgen       | CDU    | 38,6         |
| 1953 | 48,6         | Josef Arndgen       | CDU    |              |
| 1957 | 58,2         | Josef Arndgen       | CDU    |              |
| 1961 | 51,1         | Josef Arndgen       | CDU    |              |
| 1965 |              | Benno Erhard        | CDU    | 52,2         |
| 1969 | 50,1         | Benno Erhard        | CDU    |              |
| 1972 | 50,6         | Benno Erhard        | CDU    |              |
| 1976 | 53,0         | Benno Erhard        | CDU    |              |
| 1980 | 47,7         | Benno Erhard        | CDU    |              |
| 1983 | 54,6         | Benno Erhard        | CDU    |              |
| 1987 |              | Michael Jung        | CDU    | 50,9         |
| 1990 | 51,2         | Michael Jung        | CDU    |              |
| 1994 | 54,0         | Michael Jung        | CDU    |              |
| 1998 |              | Klaus-Peter Willsch | CDU    | 46,8         |
| 2002 | 47,4         | Klaus-Peter Willsch | CDU    |              |
| 2005 | 47,5         | Klaus-Peter Willsch | CDU    |              |
| 2009 | 46,1         | Klaus-Peter Willsch | CDU    |              |
| 2013 | 52,1         | Klaus-Peter Willsch | CDU    |              |
| 2017 | 41,8         | Klaus-Peter Willsch | CDU    |              |
| 2021 | 30,2         | Klaus-Peter Willsch | CDU    |              |
| 2025 | 36,5         | Klaus-Peter Willsch | CDU    |              |

## Wahlergebnisse

### Bundestagswahl 2025
| Kandidaten                                            | Kandidaten                       | Parteien/Listen     | Erststimmen | Erststimmen | Zweitstimmen | Zweitstimmen |
| Kandidaten                                            | Kandidaten                       | Parteien/Listen     | Stimmen     | %           | Stimmen      | %            |
| ----------------------------------------------------- | -------------------------------- | ------------------- | ----------- | ----------- | ------------ | ------------ |
|                                                       | Martin Hermann Rabanus           | SPD                 | 40.099      | 22,1        | 30.839       | 17,0         |
|                                                       | Klaus-Peter Willschgewählt im WK | CDU                 | 66.650      | 36,8        | 60.697       | 33,4         |
|                                                       | Ayse Asar                        | GRÜNE               | 19.472      | 10,8        | 22.142       | 12,2         |
|                                                       | Alexander Müller                 | FDP                 | 7.660       | 4,2         | 10.177       | 5,6          |
|                                                       | Jan Hendrik Feser                | AfD                 | 31.376      | 17,3        | 31.944       | 17,6         |
|                                                       | Finn Tizian Köllner              | Die Linke           | 9.026       | 5,0         | 11.453       | 6,3          |
|                                                       | Jörg Martin Leichthammer         | FREIE WÄHLER        | 3.890       | 2,1         | 2.174        | 1,2          |
|                                                       | —                                | Tierschutzpartei    | –           | –           | 2.363        | 1,3          |
|                                                       | —                                | Die PARTEI          | –           | –           | 915          | 0,5          |
|                                                       | Niklas Debusmann                 | Volt                | 2.888       | 1,6         | 1.646        | 0,9          |
|                                                       | —                                | PdH                 | –           | –           | 148          | 0,1          |
|                                                       | —                                | MLPD                | –           | –           | 38           | 0,0          |
|                                                       | —                                | BÜNDNIS DEUTSCHLAND | –           | –           | 311          | 0,2          |
|                                                       | —                                | BSW                 | –           | –           | 6.731        | 3,7          |
| Gesamt                                                | Gesamt                           | Gesamt              | 181.061     | 100         | 181.578      | 100          |
|                                                       |                                  |                     |             |             |              |              |
| Ungültige Stimmen                                     | Ungültige Stimmen                | Ungültige Stimmen   | 1.725       | 0,9         | 1.208        | 0,7          |
| Wähler                                                | Wähler                           | Wähler              | 182.786     | 84,2        | 182.786      | 84,2         |
| Wahlberechtigte                                       | Wahlberechtigte                  | Wahlberechtigte     | 217.091     |             | 217.091      |              |
|                                                       |                                  |                     |             |             |              |              |
| Quellen: Die Bundeswahlleiterin, Kandidaten – Stimmen |                                  |                     |             |             |              |              |

### Bundestagswahl 2021
| Kandidaten                                             | Kandidaten                       | Parteien/Listen      | Erststimmen | Erststimmen | Zweitstimmen | Zweitstimmen |
| Kandidaten                                             | Kandidaten                       | Parteien/Listen      | Stimmen     | %           | Stimmen      | %            |
| ------------------------------------------------------ | -------------------------------- | -------------------- | ----------- | ----------- | ------------ | ------------ |
|                                                        | Klaus-Peter Willschgewählt im WK | CDU                  | 51.318      | 30,2        | 44.413       | 26,1         |
|                                                        | Martin Rabanus                   | SPD                  | 48.441      | 28,5        | 43.708       | 25,6         |
|                                                        | Marcus Resch                     | AfD                  | 13.547      | 8,0         | 14.523       | 8,5          |
|                                                        | Alexander Müller                 | FDP                  | 18.126      | 10,7        | 23.745       | 13,9         |
|                                                        | Anna Lührmann                    | GRÜNE                | 24.418      | 14,4        | 25.328       | 14,9         |
|                                                        | Valentin Zill                    | Die LINKE            | 4.563       | 2,7         | 5.395        | 3,2          |
|                                                        | -                                | Tierschutzpartei     | –           | –           | 2.772        | 1,6          |
|                                                        | -                                | Die PARTEI           | –           | –           | 1.357        | 0,8          |
|                                                        | Bianka Rössler                   | FREIE WÄHLER         | 6.103       | 3,6         | 3.466        | 2,0          |
|                                                        | -                                | PIRATEN              | –           | –           | 661          | 0,4          |
|                                                        | -                                | NPD                  | –           | –           | 195          | 0,1          |
|                                                        | -                                | ÖDP                  | –           | –           | 159          | 0,1          |
|                                                        | -                                | V-Partei³            | –           | –           | 178          | 0,1          |
|                                                        | -                                | MLPD                 | –           | –           | 24           | 0,0          |
|                                                        | -                                | DKP                  | –           | –           | 36           | 0,0          |
|                                                        | Jens Meyer                       | dieBasis             | 2.671       | 1,6         | 2.386        | 1,4          |
|                                                        | Reinhard Seiler                  | Bündnis C            | 332         | 0,2         | 220          | 0,1          |
|                                                        | -                                | BÜNDNIS21            | –           | –           | 54           | 0,0          |
|                                                        | -                                | LKR                  | –           | –           | 55           | 0,0          |
|                                                        | -                                | Die Humanisten       | –           | –           | 186          | 0,1          |
|                                                        | -                                | Gesundheitsforschung | –           | –           | 245          | 0,1          |
|                                                        | -                                | Team Todenhöfer      | –           | –           | 546          | 0,3          |
|                                                        | -                                | Volt                 | –           | –           | 830          | 0,5          |
|                                                        | Carsten Schlossbauer             | Einzelbewerber (CSB) | 461         | 0,3         | –            | –            |
| Gesamt                                                 | Gesamt                           | Gesamt               | 169.980     | 100         | 170.482      | 100          |
|                                                        |                                  |                      |             |             |              |              |
| Ungültige Stimmen                                      | Ungültige Stimmen                | Ungültige Stimmen    | 2.267       | 1,3         | 1.765        | 1,0          |
| Wähler                                                 | Wähler                           | Wähler               | 172.247     | 78,1        | 172.247      | 78,1         |
| Wahlberechtigte                                        | Wahlberechtigte                  | Wahlberechtigte      | 220.466     |             | 220.466      |              |
|                                                        |                                  |                      |             |             |              |              |
| Quellen: Die Bundeswahlleiterin, Kandidaten – Ergebnis |                                  |                      |             |             |              |              |

### Bundestagswahl 2017
Die Bundestagswahl 2017 fand am Sonntag, den 24. September, statt. In Hessen hatten sich 20 Parteien mit ihrer Landesliste beworben. Die Allianz Deutscher Demokraten zog ihre Bewerbung zurück. Die Violetten war vom Landeswahlausschuss zurückgewiesen worden, da nicht die erforderlichen zweitausend Unterschriften zur Unterstützung vorgelegt worden waren. Somit bewarben sich 18 Parteien mit ihren Landeslisten in Hessen. Auf den Landeslisten kandidierten insgesamt 353 Bewerber, davon nicht ganz ein Drittel (114) Frauen.
| Kandidaten                                             | Kandidaten                       | Parteien/Listen   | Erststimmen | Erststimmen | Zweitstimmen | Zweitstimmen |
| Kandidaten                                             | Kandidaten                       | Parteien/Listen   | Stimmen     | %           | Stimmen      | %            |
| ------------------------------------------------------ | -------------------------------- | ----------------- | ----------- | ----------- | ------------ | ------------ |
|                                                        | Klaus-Peter Willschgewählt im WK | CDU               | 71.555      | 41,8        | 59.346       | 34,6         |
|                                                        | Martin Rabanus                   | SPD               | 43.427      | 25,3        | 35.604       | 20,7         |
|                                                        | Timo Müller                      | GRÜNE             | 12.020      | 7,0         | 15.273       | 8,9          |
|                                                        | Benno Pörtner                    | DIE LINKE         | 9.394       | 5,5         | 11.069       | 6,4          |
|                                                        | Christine Anderson               | AfD               | 17.439      | 10,2        | 20.399       | 11,9         |
|                                                        | Alexander Müller                 | FDP               | 13.053      | 7,6         | 22.650       | 13,2         |
|                                                        | –                                | PIRATEN           | –           | –           | 556          | 0,3          |
|                                                        | –                                | NPD               | –           | –           | 443          | 0,3          |
|                                                        | Georg Horz                       | FREIE WÄHLER      | 4.450       | 2,6         | 1.794        | 1,0          |
|                                                        | –                                | Die PARTEI        | –           | –           | 1.447        | 0,8          |
|                                                        | –                                | Büso              | –           | –           | 30           | 0,0          |
|                                                        | –                                | MLPD              | –           | –           | 40           | 0,0          |
|                                                        | –                                | BGE               | –           | –           | 318          | 0,2          |
|                                                        | –                                | DKP               | –           | –           | 32           | 0,0          |
|                                                        | –                                | DM                | –           | –           | 265          | 0,2          |
|                                                        | –                                | ÖDP               | –           | –           | 238          | 0,1          |
|                                                        | –                                | Tierschutzpartei  | –           | –           | 1.827        | 1,1          |
|                                                        | –                                | V-Partei³         | –           | –           | 294          | 0,2          |
| Gesamt                                                 | Gesamt                           | Gesamt            | 171.338     | 100         | 171.625      | 100          |
|                                                        |                                  |                   |             |             |              |              |
| Ungültige Stimmen                                      | Ungültige Stimmen                | Ungültige Stimmen | 2.289       | 1,3         | 2.002        | 1,2          |
| Wähler                                                 | Wähler                           | Wähler            | 173.627     | 78,8        | 173.627      | 78,8         |
| Wahlberechtigte                                        | Wahlberechtigte                  | Wahlberechtigte   | 220.342     |             | 220.342      |              |
|                                                        |                                  |                   |             |             |              |              |
| Quellen: Die Bundeswahlleiterin, Kandidaten – Ergebnis |                                  |                   |             |             |              |              |

### Bundestagswahl 2013
| Gegenstand der Nachweisung | Gegenstand der Nachweisung | Erst- stimmen | Erst- stimmen | Zweit- stimmen | Zweit- stimmen |
| Bewerber                   | Partei                     | Anzahl        | %             | Anzahl         | %              |
| -------------------------- | -------------------------- | ------------- | ------------- | -------------- | -------------- |
| Wahlberechtigte            | Wahlberechtigte            | 220.668       | 100,0         | 220.668        | 100,0          |
| Wähler                     | Wähler                     | 165.788       | 75,1          | 165.788        | 75,1           |
| Ungültige Stimmen          | Ungültige Stimmen          | 3.756         | 2,3           | 3.864          | 2,3            |
| Gültige Stimmen            | Gültige Stimmen            | 162.032       | 100,0         | 161.924        | 100,0          |
| davon                      |                            |               |               |                |                |
| Klaus-Peter Willsch        | CDU                        | 84.489        | 52,1          | 73.599         | 45,5           |
| Martin Rabanus             | SPD                        | 47.152        | 29,1          | 40.718         | 25,1           |
| Alexander Müller           | FDP                        | 3.726         | 2,3           | 10.139         | 6,3            |
| Cornelius Dehm             | GRÜNE                      | 9.119         | 5,6           | 13.955         | 8,6            |
| Benno Pörtner              | DIE LINKE                  | 6.300         | 3,9           | 7.290          | 4,5            |
| Axel Schwenk               | PIRATEN                    | 2.869         | 1,8           | 2.884          | 1,8            |
| Lukas Keiner               | NPD                        | 1.464         | 0,9           | 1.476          | 0,9            |
|                            | REP                        | –             | –             | 302            | 0,2            |
|                            | BüSo                       | –             | –             | 57             | 0,0            |
|                            | MLPD                       | –             | –             | 42             | 0,0            |
| Claus Manfred Winhard      | AfD                        | 6.913         | 4,3           | 9.469          | 5,8            |
|                            | pro Deutschland            | –             | –             | 189            | 0,1            |
|                            | FREIE WÄHLER               | –             | –             | 1.126          | 0,7            |
|                            | Die PARTEI                 | –             | –             | 611            | 0,4            |
|                            | PSG                        | –             | –             | 67             | 0,0            |

### Bundestagswahl 2009
| Gegenstand der Nachweisung | Gegenstand der Nachweisung | Erst- stimmen | Erst- stimmen | Zweit- stimmen | Zweit- stimmen |
| Bewerber                   | Partei                     | Anzahl        | %             | Anzahl         | %              |
| -------------------------- | -------------------------- | ------------- | ------------- | -------------- | -------------- |
| Wahlberechtigte            | Wahlberechtigte            | 221.226       | 100,0         | 221.226        | 100,0          |
| Wähler                     | Wähler                     | 166.456       | 75,2          | 166.456        | 75,2           |
| Ungültige Stimmen          | Ungültige Stimmen          | 3.400         | 2,0           | 2.837          | 1,7            |
| Gültige Stimmen            | Gültige Stimmen            | 163.056       | 100,0         | 163.619        | 100,0          |
| davon                      |                            |               |               |                |                |
| Martin Rabanus             | SPD                        | 45.127        | 27,7          | 36.352         | 22,2           |
| Klaus-Peter Willsch        | CDU                        | 75.224        | 46,1          | 60.875         | 37,2           |
| Alexander Müller           | FDP                        | 17.463        | 10,7          | 30.530         | 18,7           |
| Simon Lissner              | GRÜNE                      | 13.141        | 8,1           | 17.210         | 10,5           |
| Adolf Knapp                | DIE LINKE                  | 9.066         | 5,6           | 10.853         | 6,6            |
| Daniela Vrankaj            | NPD                        | 1.432         | 0,9           | 1.490          | 0,9            |
| Klaus Opitz                | REP                        | 1.603         | 1,0           | 1.133          | 0,7            |
|                            | Die Tierschutzpartei       | –             | –             | 1.665          | 1,0            |
|                            | BüSo                       | –             | –             | 174            | 0,1            |
|                            | MLPD                       | –             | –             | 32             | 0,0            |
|                            | DVU                        | –             | –             | 106            | 0,1            |
|                            | PIRATEN                    | –             | –             | 3.199          | 2,0            |

### Bundestagswahl 2005
| Gegenstand der Nachweisung | Gegenstand der Nachweisung | Erst- stimmen | Erst- stimmen | Zweit- stimmen | Zweit- stimmen |
| Bewerber                   | Partei                     | Anzahl        | %             | Anzahl         | %              |
| -------------------------- | -------------------------- | ------------- | ------------- | -------------- | -------------- |
| Wahlberechtigte            | Wahlberechtigte            | 220.619       | 100,0         | 220.619        | 100,0          |
| Wähler                     | Wähler                     | 175.769       | 79,7          | 175.769        | 79,7           |
| Ungültige Stimmen          | Ungültige Stimmen          | 4.154         | 2,4           | 3.505          | 2,0            |
| Gültige Stimmen            | Gültige Stimmen            | 171.615       | 100,0         | 172.264        | 100,0          |
| davon                      |                            |               |               |                |                |
| Martin Rabanus             | SPD                        | 62.690        | 36,5          | 54.870         | 31,9           |
| Klaus-Peter Willsch        | CDU                        | 81.513        | 47,5          | 68.569         | 39,8           |
| Norbert Wolter             | GRÜNE                      | 8.924         | 5,2           | 15.110         | 8,8            |
| Michael Denzin             | FDP                        | 9.347         | 5,4           | 21.553         | 12,5           |
| Achim Ritter               | Die Linke.                 | 5.502         | 3,2           | 7.013          | 4,1            |
|                            | REP                        | –             | –             | 1.060          | 0,6            |
|                            | Die Tierschutzpartei       | –             | –             | 1.319          | 0,8            |
| Thorsten März              | NPD                        | 2.256         | 1,3           | 1.737          | 1,0            |
|                            | GRAUE                      | –             | –             | 661            | 0,4            |
|                            | BüSo                       | –             | –             | 167            | 0,1            |
|                            | MLPD                       | –             | –             | 45             | 0,0            |
|                            | PSG                        | –             | –             | 160            | 0,1            |
| Erich Paus                 | Einzelbewerber             | 1.383         | 0,8           | –              | –              |

### Bundestagswahl 2002
| Gegenstand der Nachweisung | Gegenstand der Nachweisung | Erst- stimmen | Erst- stimmen | Zweit- stimmen | Zweit- stimmen |
| Bewerber                   | Partei                     | Anzahl        | %             | Anzahl         | %              |
| -------------------------- | -------------------------- | ------------- | ------------- | -------------- | -------------- |
| Wahlberechtigte            | Wahlberechtigte            | 218.072       | 100,0         | 218.072        | 100,0          |
| Wähler                     | Wähler                     | 176.590       | 81,0          | 176.590        | 81,0           |
| Ungültige Stimmen          | Ungültige Stimmen          | 4.116         | 2,3           | 2.998          | 1,7            |
| Gültige Stimmen            | Gültige Stimmen            | 172.474       | 100,0         | 173.592        | 100,0          |
| davon                      |                            |               |               |                |                |
| Katja Boderke              | SPD                        | 69.489        | 40,3          | 61.547         | 35,5           |
| Klaus-Peter Willsch        | CDU                        | 81.711        | 47,4          | 74.714         | 43,0           |
| Guntram Althoff            | GRÜNE                      | 9.536         | 5,5           | 16.505         | 9,5            |
| Peter Ziegler              | FDP                        | 9.962         | 5,8           | 14.763         | 8,5            |
|                            | REP                        | –             | –             | 1.180          | 0,7            |
| Achim Pletzer              | PDS                        | 1.776         | 1,0           | 1.636          | 0,9            |
|                            | Die Tierschutzpartei       | –             | –             | 885            | 0,5            |
|                            | NPD                        | –             | –             | 466            | 0,3            |
|                            | GRAUE                      | –             | –             | 288            | 0,2            |
|                            | PBC                        | –             | –             | 233            | 0,1            |
|                            | CM                         | –             | –             | 79             | 0,0            |
|                            | ödp                        | –             | –             | 126            | 0,1            |
|                            | BüSo                       | –             | –             | 78             | 0,0            |
|                            | Schill                     | –             | –             | 1.092          | 0,6            |

### Bundestagswahl 1998
| Gegenstand der Nachweisung | Gegenstand der Nachweisung | Erst- stimmen | Erst- stimmen | Zweit- stimmen | Zweit- stimmen |
| Bewerber                   | Partei                     | Anzahl        | %             | Anzahl         | %              |
| -------------------------- | -------------------------- | ------------- | ------------- | -------------- | -------------- |
| Wahlberechtigte            | Wahlberechtigte            | 214.314       | 100,0         | 214.314        | 100,0          |
| Wähler                     | Wähler                     | 181.094       | 84,5          | 181.094        | 84,5           |
| Ungültige Stimmen          | Ungültige Stimmen          | 3.456         | 1,9           | 2.817          | 1,6            |
| Gültige Stimmen            | Gültige Stimmen            | 177.638       | 100,0         | 178.277        | 100,0          |
| davon                      |                            |               |               |                |                |
| Klaus-Peter Willsch        | CDU                        | 83.128        | 46,8          | 72.984         | 40,9           |
| Werner Schuster            | SPD                        | 73.070        | 41,1          | 66.531         | 37,3           |
| Wolfgang Ehmke             | GRÜNE                      | 8.480         | 4,8           | 12.607         | 7,1            |
| Michael Kallweit           | F.D.P.                     | 4.900         | 2,8           | 14.566         | 8,2            |
| Achim Pletzer              | PDS                        | 1.621         | 0,9           | 2.020          | 1,1            |
|                            | APPD                       | –             | –             | 189            | 0,1            |
|                            | BüSo                       | –             | –             | 73             | 0,0            |
| Manfred Klein-Ilbeck       | BFB – Die Offensive        | 1.482         | 0,8           | 915            | 0,5            |
|                            | Chance 2000                | –             | –             | 138            | 0,1            |
|                            | CM                         | –             | –             | 92             | 0,1            |
|                            | DVU                        | –             | –             | 1.671          | 0,9            |
|                            | GRAUE                      | –             | –             | 362            | 0,2            |
| Hans-Werner Ehlhardt       | REP                        | 4.229         | 2,4           | 3.685          | 2,1            |
|                            | DIE FRAUEN                 | –             | –             | 178            | 0,1            |
|                            | Pro DM                     | –             | –             | 919            | 0,5            |
|                            | Die Tierschutzpartei       | –             | –             | 586            | 0,3            |
|                            | NPD                        | –             | –             | 216            | 0,1            |
|                            | NATURGESETZ                | –             | –             | 111            | 0,1            |
|                            | ödp                        | –             | –             | 125            | 0,1            |
| Nicol-Andre Berdelle       | PBC                        | 349           | 0,2           | 272            | 0,2            |
|                            | PSG                        | –             | –             | 37             | 0,0            |
| Carsten Wölfel             | Einzelbewerber             | 379           | 0,2           | –              | –              |

### Bundestagswahl 1994
| Gegenstand der Nachweisung | Gegenstand der Nachweisung | Erst- stimmen | Erst- stimmen | Zweit- stimmen | Zweit- stimmen |
| Bewerber                   | Partei                     | Anzahl        | %             | Anzahl         | %              |
| -------------------------- | -------------------------- | ------------- | ------------- | -------------- | -------------- |
| Wahlberechtigte            | Wahlberechtigte            | 212.070       | 100,0         | 212.070        | 100,0          |
| Wähler                     | Wähler                     | 175.106       | 82,6          | 175.106        | 82,6           |
| Ungültige Stimmen          | Ungültige Stimmen          | 3.471         | 2,0           | 2.476          | 1,4            |
| Gültige Stimmen            | Gültige Stimmen            | 171.635       | 100,0         | 172.630        | 100,0          |
| davon                      |                            |               |               |                |                |
| Michael Jung               | CDU                        | 92.618        | 54,0          | 81.375         | 47,1           |
| Rudolf Werner Schuster     | SPD                        | 59.619        | 34,7          | 56.098         | 32,5           |
| Hans-Jürgen Zaborowski     | F.D.P.                     | 5.513         | 3,2           | 14.456         | 8,4            |
| Norbert Wolter             | GRÜNE                      | 12.204        | 7,1           | 13.806         | 8,0            |
|                            | REP                        | –             | –             | 3.454          | 2,0            |
| Franz Christoph            | PDS                        | 1.681         | 1,0           | 1.434          | 0,8            |
|                            | Solidarität                | –             | –             | 123            | 0,1            |
|                            | DIE GRAUEN                 | –             | –             | 771            | 0,4            |
|                            | NATURGESETZ                | –             | –             | 416            | 0,2            |
|                            | MLPD                       | –             | –             | 29             | 0,0            |
|                            | ÖDP                        | –             | –             | 361            | 0,2            |
|                            | PBC                        | –             | –             | 307            | 0,2            |

### Bundestagswahl 1990
| Gegenstand der Nachweisung | Gegenstand der Nachweisung | Erst- stimmen | Erst- stimmen | Zweit- stimmen | Zweit- stimmen |
| Bewerber                   | Partei                     | Anzahl        | %             | Anzahl         | %              |
| -------------------------- | -------------------------- | ------------- | ------------- | -------------- | -------------- |
| Wahlberechtigte            | Wahlberechtigte            | 207.957       | 100,0         | 207.957        | 100,0          |
| Wähler                     | Wähler                     | 169.394       | 81,5          | 169.394        | 81,5           |
| Ungültige Stimmen          | Ungültige Stimmen          | 2.565         | 1,5           | 1.974          | 1,2            |
| Gültige Stimmen            | Gültige Stimmen            | 166.829       | 100,0         | 167.420        | 100,0          |
| davon                      |                            |               |               |                |                |
| Michael Jung               | CDU                        | 85.419        | 51,2          | 79.909         | 47,7           |
| Rainer Werner Schuster     | SPD                        | 57.359        | 34,4          | 54.909         | 32,8           |
| Ursula Maria Pape          | GRÜNE                      | 8.345         | 5,0           | 8.076          | 4,8            |
| Gisela Fiedler             | F.D.P.                     | 10.515        | 6,3           | 17.829         | 10,6           |
|                            | DIE GRAUEN                 | –             | –             | 1.418          | 0,8            |
| Horst Biennek              | REP                        | 3.804         | 2,3           | 3.853          | 2,3            |
| Jürgen Bolte               | NPD                        | 610           | 0,4           | 552            | 0,3            |
| Hans Josef Bellinghausen   | ÖDP                        | 777           | 0,5           | 532            | 0,3            |
|                            | PDS                        | –             | –             | 342            | 0,2            |

### Bundestagswahl 1987
| Gegenstand der Nachweisung | Gegenstand der Nachweisung | Erst- stimmen | Erst- stimmen | Zweit- stimmen | Zweit- stimmen |
| Bewerber                   | Partei                     | Anzahl        | %             | Anzahl         | %              |
| -------------------------- | -------------------------- | ------------- | ------------- | -------------- | -------------- |
| Wahlberechtigte            | Wahlberechtigte            | 200.060       | 100,0         | 200.060        | 100,0          |
| Wähler                     | Wähler                     | 172.716       | 86,3          | 172.716        | 86,3           |
| Ungültige Stimmen          | Ungültige Stimmen          | 2.594         | 1,5           | 2.021          | 1,2            |
| Gültige Stimmen            | Gültige Stimmen            | 170.122       | 100,0         | 170.695        | 100,0          |
| davon                      |                            |               |               |                |                |
| Michael Jung               | CDU                        | 86.670        | 50,9          | 80.328         | 47,1           |
| Rainer Werner Schuster     | SPD                        | 61.728        | 36,3          | 57.402         | 33,6           |
| Inge Segall                | F.D.P.                     | 7.759         | 4,6           | 16.110         | 9,4            |
| Franz Wellek               | GRÜNE                      | 11.978        | 7,0           | 14.609         | 8,6            |
|                            | FRAUEN                     | –             | –             | 447            | 0,3            |
|                            | MLPD                       | –             | –             | 39             | 0,0            |
| Franz Brandl               | NPD                        | 1.209         | 0,7           | 1.142          | 0,7            |
|                            | ÖDP                        | –             | –             | 512            | 0,3            |
|                            | Patrioten                  | –             | –             | 106            | 0,1            |
| Walter Fischer             | Zentrum                    | 232           | 0,1           | –              | –              |
| Marita Salm                | FRIEDEN                    | 546           | 0,3           | –              | –              |

### Bundestagswahl 1983
| Gegenstand der Nachweisung | Gegenstand der Nachweisung | Erst- stimmen | Erst- stimmen | Zweit- stimmen | Zweit- stimmen |
| Bewerber                   | Partei                     | Anzahl        | %             | Anzahl         | %              |
| -------------------------- | -------------------------- | ------------- | ------------- | -------------- | -------------- |
| Wahlberechtigte            | Wahlberechtigte            | 191.522       | 100,0         | 191.522        | 100,0          |
| Wähler                     | Wähler                     | 173.000       | 90,3          | 173.000        | 90,3           |
| Ungültige Stimmen          | Ungültige Stimmen          | 1.926         | 1,1           | 1.607          | 0,9            |
| Gültige Stimmen            | Gültige Stimmen            | 171.074       | 100,0         | 171.393        | 100,0          |
| davon                      |                            |               |               |                |                |
| Manfried Weber             | SPD                        | 65.895        | 38,5          | 62.268         | 36,3           |
| Benno Erhard               | CDU                        | 93.363        | 54,6          | 86.575         | 50,5           |
| Inge Segall                | F.D.P.                     | 4.574         | 2,7           | 13.271         | 7,7            |
| Karl-Heinz Fein            | DKP                        | 226           | 0,1           | 173            | 0,1            |
| Klaus-Dieter Oelke         | GRÜNE                      | 6.589         | 3,9           | 8.630          | 5,0            |
|                            | EAP                        | –             | –             | 69             | 0,0            |
| Franz Brandl               | NPD                        | 427           | 0,2           | 407            | 0,2            |

### Bundestagswahl 1980
| Gegenstand der Nachweisung | Gegenstand der Nachweisung | Erst- stimmen | Erst- stimmen | Zweit- stimmen | Zweit- stimmen |
| Bewerber                   | Partei                     | Anzahl        | %             | Anzahl         | %              |
| -------------------------- | -------------------------- | ------------- | ------------- | -------------- | -------------- |
| Wahlberechtigte            | Wahlberechtigte            | 185.471       | 100,0         | 185.471        | 100,0          |
| Wähler                     | Wähler                     | 167.466       | 90,3          | 167.466        | 90,3           |
| Ungültige Stimmen          | Ungültige Stimmen          | 2.077         | 1,2           | 1.745          | 1,0            |
| Gültige Stimmen            | Gültige Stimmen            | 165.389       | 100,0         | 165.721        | 100,0          |
| davon                      |                            |               |               |                |                |
| Georg Leber                | SPD                        | 73.300        | 44,3          | 67.594         | 40,8           |
| Benno Erhard               | CDU                        | 78.875        | 47,7          | 77.714         | 46,9           |
| Anna Maria Linke           | F.D.P.                     | 9.755         | 5,9           | 17.059         | 10,3           |
| Peter Gingold              | DKP                        | 297           | 0,2           | 208            | 0,1            |
| Barbara Grabowski          | GRÜNE                      | 3.065         | 1,9           | 2.676          | 1,6            |
| Martin Buck                | EAP                        | 97            | 0,1           | 52             | 0,0            |
|                            | KBW                        | –             | –             | 26             | 0,0            |
|                            | NPD                        | –             | –             | 364            | 0,2            |
|                            | V                          | –             | –             | 28             | 0,0            |

### Bundestagswahl 1976
| Gegenstand der Nachweisung | Gegenstand der Nachweisung | Erst- stimmen | Erst- stimmen | Zweit- stimmen | Zweit- stimmen |
| Bewerber                   | Partei                     | Anzahl        | %             | Anzahl         | %              |
| -------------------------- | -------------------------- | ------------- | ------------- | -------------- | -------------- |
| Wahlberechtigte            | Wahlberechtigte            | 171.806       | 100,0         | 171.806        | 100,0          |
| Wähler                     | Wähler                     | 158.375       | 92,2          | 158.375        | 92,2           |
| Ungültige Stimmen          | Ungültige Stimmen          | 1.763         | 1,1           | 1.263          | 0,8            |
| Gültige Stimmen            | Gültige Stimmen            | 156.612       | 100,0         | 157.112        | 100,0          |
| davon                      |                            |               |               |                |                |
| Wolfgang Schmidt           | SPD                        | 63.232        | 40,4          | 61.622         | 39,2           |
| Benno Erhard               | CDU                        | 82.954        | 53,0          | 82.677         | 52,6           |
| Hans-Martin Schreiber      | F.D.P.                     | 9.222         | 5,9           | 11.712         | 7,5            |
|                            | AUD                        | –             | –             | 50             | 0,0            |
| Karl Kayser                | AVP                        | 126           | 0,1           | 51             | 0,0            |
| Peter Gingold              | DKP                        | 531           | 0,3           | 351            | 0,2            |
|                            | EAP                        | –             | –             | 17             | 0,0            |
|                            | KPD                        | –             | –             | 90             | 0,1            |
|                            | KBW                        | –             | –             | 53             | 0,0            |
| Franz Brandl               | NPD                        | 547           | 0,3           | 489            | 0,3            |

### Bundestagswahl 1972
| Gegenstand der Nachweisung | Gegenstand der Nachweisung | Erst- stimmen | Erst- stimmen | Zweit- stimmen | Zweit- stimmen |
| Bewerber                   | Partei                     | Anzahl        | %             | Anzahl         | %              |
| -------------------------- | -------------------------- | ------------- | ------------- | -------------- | -------------- |
| Wahlberechtigte            | Wahlberechtigte            | 163.531       | 100,0         | 163.531        | 100,0          |
| Wähler                     | Wähler                     | 150.231       | 91,9          | 150.231        | 91,9           |
| Ungültige Stimmen          | Ungültige Stimmen          | 1.921         | 1,3           | 1.122          | 0,7            |
| Gültige Stimmen            | Gültige Stimmen            | 148.310       | 100,0         | 149.109        | 100,0          |
| davon                      |                            |               |               |                |                |
| Wolfgang Schmidt           | SPD                        | 66.333        | 44,7          | 61.764         | 41,4           |
| Benno Erhard               | CDU                        | 75.070        | 50,6          | 74.457         | 49,9           |
| Volker Menz                | F.D.P.                     | 5.806         | 3,9           | 11.686         | 7,8            |
| Johannes H. von Heiseler   | DKP                        | 386           | 0,3           | 288            | 0,2            |
|                            | EFP                        | –             | –             | 117            | 0,1            |
| Alexander Jehnke           | NPD                        | 715           | 0,5           | 797            | 0,5            |

### Bundestagswahl 1969
| Gegenstand der Nachweisung | Gegenstand der Nachweisung | Erst- stimmen | Erst- stimmen | Zweit- stimmen | Zweit- stimmen |
| Bewerber                   | Partei                     | Anzahl        | %             | Anzahl         | %              |
| -------------------------- | -------------------------- | ------------- | ------------- | -------------- | -------------- |
| Wahlberechtigte            | Wahlberechtigte            | 147.736       | 100,0         | 147.736        | 100,0          |
| Wähler                     | Wähler                     | 131.940       | 89,3          | 131.940        | 89,3           |
| Ungültige Stimmen          | Ungültige Stimmen          | 4.136         | 3,1           | 2.382          | 1,8            |
| Gültige Stimmen            | Gültige Stimmen            | 127.804       | 100,0         | 129.558        | 100,0          |
| davon                      |                            |               |               |                |                |
| Wolfgang Schmidt           | SPD                        | 53.102        | 41,5          | 51.415         | 39,7           |
| Benno Erhard               | CDU                        | 64.089        | 50,1          | 63.903         | 49,3           |
| Willi Hasselbach           | FDP                        | 5.497         | 4,3           | 6.688          | 5,2            |
| Guido Senzig               | ADF                        | 431           | 0,3           | 415            | 0,3            |
|                            | EP                         | –             | –             | 227            | 0,2            |
|                            | GPD                        | –             | –             | 997            | 0,8            |
| Klaus Schütze              | NPD                        | 4.685         | 3,7           | 5.913          | 4,6            |

### Bundestagswahl 1965
| Gegenstand der Nachweisung | Gegenstand der Nachweisung | Erst- stimmen | Erst- stimmen | Zweit- stimmen | Zweit- stimmen |
| Bewerber                   | Partei                     | Anzahl        | %             | Anzahl         | %              |
| -------------------------- | -------------------------- | ------------- | ------------- | -------------- | -------------- |
| Wahlberechtigte            | Wahlberechtigte            | 142.359       | 100,0         | 142.359        | 100,0          |
| Wähler                     | Wähler                     | 126.618       | 88,9          | 126.618        | 88,9           |
| Ungültige Stimmen          | Ungültige Stimmen          | 5.845         | 4,6           | 3.419          | 2,7            |
| Gültige Stimmen            | Gültige Stimmen            | 120.773       | 100,0         | 123.199        | 100,0          |
| davon                      |                            |               |               |                |                |
| Ingeborg Kleinert          | SPD                        | 44.093        | 36,5          | 44.129         | 35,8           |
| Benno Erhard               | CDU                        | 62.986        | 52,2          | 63.085         | 51,2           |
| Willi Hasselbach           | FDP                        | 10.188        | 8,4           | 11.841         | 9,6            |
|                            | AUD                        | –             | –             | 102            | 0,1            |
| Ilse Hacks                 | DFU                        | 719           | 0,6           | 821            | 0,7            |
| Horst-Jürgen Fuhlrott      | NPD                        | 2.787         | 2,3           | 3.221          | 2,6            |

### Bundestagswahl 1961
| Gegenstand der Nachweisung | Gegenstand der Nachweisung | Erst- stimmen | Erst- stimmen | Zweit- stimmen | Zweit- stimmen |
| Bewerber                   | Partei                     | Anzahl        | %             | Anzahl         | %              |
| -------------------------- | -------------------------- | ------------- | ------------- | -------------- | -------------- |
| Wahlberechtigte            | Wahlberechtigte            | 136.897       | 100,0         | 136.897        | 100,0          |
| Wähler                     | Wähler                     | 124.290       | 90,8          | 124.290        | 90,8           |
| Ungültige Stimmen          | Ungültige Stimmen          | 3.929         | 3,2           | 5.502          | 4,4            |
| Gültige Stimmen            | Gültige Stimmen            | 120.361       | 100,0         | 118.788        | 100,0          |
| davon                      |                            |               |               |                |                |
| Josef Arndgen              | CDU                        | 61.499        | 51,1          | 60.182         | 50,7           |
| Johannes Strelitz          | SPD                        | 36.609        | 30,4          | 36.321         | 30,6           |
| Willi Hasselbach           | FDP                        | 15.087        | 12,5          | 14.789         | 12,4           |
| Franz Nadler               | GDP (DP-BHE)               | 5.371         | 4,5           | 5.580          | 4,7            |
| Willi Niemand              | DFU                        | 992           | 0,8           | 1.057          | 0,9            |
| Horst-Jürgen Fuhlrott      | DRP                        | 803           | 0,7           | 859            | 0,7            |

### Bundestagswahl 1957
| Gegenstand der Nachweisung | Gegenstand der Nachweisung | Erst- stimmen | Erst- stimmen | Zweit- stimmen | Zweit- stimmen |
| Bewerber                   | Partei                     | Anzahl        | %             | Anzahl         | %              |
| -------------------------- | -------------------------- | ------------- | ------------- | -------------- | -------------- |
| Wahlberechtigte            | Wahlberechtigte            | 131.351       | 100,0         | 131.351        | 100,0          |
| Wähler                     | Wähler                     | 120.298       | 91,6          | 120.298        | 91,6           |
| Ungültige Stimmen          | Ungültige Stimmen          | 3.785         | 3,1           | 5.776          | 4,8            |
| Gültige Stimmen            | Gültige Stimmen            | 116.513       | 100,0         | 114.522        | 100,0          |
| davon                      |                            |               |               |                |                |
| Max Lippmann               | SPD                        | 28.757        | 24,7          | 28.152         | 24,6           |
| Josef Arndgen              | CDU                        | 67.839        | 58,2          | 65.797         | 57,5           |
| Leopold Waess              | FDP                        | 7.740         | 6,6           | 7.652          | 6,7            |
| Franz Nadler               | GB/BHE                     | 7.521         | 6,5           | 8.003          | 7,0            |
| Walter Deissmann           | DP                         | 2.992         | 2,6           | 3.264          | 2,9            |
| Josef Fröhlich             | BdD                        | 324           | 0,3           | 326            | 0,3            |
| Karl Altenheimer           | DRP                        | 1.340         | 1,2           | 1.328          | 1,2            |

### Bundestagswahl 1953
| Gegenstand der Nachweisung | Gegenstand der Nachweisung | Erst- stimmen | Erst- stimmen | Zweit- stimmen | Zweit- stimmen |
| Bewerber                   | Partei                     | Anzahl        | %             | Anzahl         | %              |
| -------------------------- | -------------------------- | ------------- | ------------- | -------------- | -------------- |
| Wahlberechtigte            | Wahlberechtigte            | 132.951       | 100,0         | 132.951        | 100,0          |
| Wähler                     | Wähler                     | 118.504       | 89,1          | 118.504        | 89,1           |
| Ungültige Stimmen          | Ungültige Stimmen          | 3.918         | 3,3           | 4.837          | 4,1            |
| Gültige Stimmen            | Gültige Stimmen            | 114.586       | 100,0         | 113.667        | 100,0          |
| davon                      |                            |               |               |                |                |
| Josef Arndgen              | CDU                        | 55.653        | 48,6          | 56.140         | 49,4           |
| Konrad Braden              | SPD                        | 27.715        | 24,2          | 26.491         | 23,3           |
| Ernst Schröder             | FDP                        | 19.558        | 17,1          | 18.659         | 16,4           |
| Franz Brandl               | GB/BHE                     | 8.833         | 7,7           | 9.240          | 8,1            |
| Rudolf Wollner             | DP                         | 1.247         | 1,1           | 1.470          | 1,3            |
| Wilhelm Hammann            | KPD                        | 1.061         | 0,9           | 1.054          | 0,9            |
| Rudolf Lustig              | GVP                        | 519           | 0,5           | 613            | 0,5            |

### Bundestagswahl 1949
|                   | Partei            | Anzahl  | %     |
| ----------------- | ----------------- | ------- | ----- |
| Wahlberechtigte   | Wahlberechtigte   | 129.821 | 100,0 |
| Wähler            | Wähler            | 105.636 | 81,4  |
| Ungültige Stimmen | Ungültige Stimmen | 4.988   | 4,7   |
| Gültige Stimmen   | Gültige Stimmen   | 100.648 | 100,0 |
| davon             |                   |         |       |
|                   | SPD               | 24.354  | 24,2  |
| Josef Arndgen     | CDU               | 38.810  | 38,6  |
|                   | FDP               | 21.401  | 21,3  |
|                   | KPD               | 2.790   | 2,8   |
|                   | Parteilose        | 13.293  | 13,2  |